# Пицоли
Пицоли (итал. Pizzoli) је насеље у Италији у округу Л'Аквила, региону Абруцо.
Према процени из 2011. у насељу је живело 3413 становника. Насеље се налази на надморској висини од 738 м.

## Становништво
Према резултатима пописа становништва 2011. у општини је живело 3.773 становника.
| 1931. | 1936. | 1951. | 1961. | 1971. | 1981. | 1991. | 2001. | 2011. |
| ----- | ----- | ----- | ----- | ----- | ----- | ----- | ----- | ----- |
| 4.591 | 4.373 | 3.546 | 2.753 | 2.499 | 2.542 | 2.598 | 3.047 | 3.773 |

## Партнерски градови
- Vernio
- Carpino